# Polibij
Polibij (grško Πολύβιος, latinizirano: Polybius), starogrški in rimski zgodovinar, * okrog 200 pr. n. št., Megalopoli † okrog 120 pr. n. št..
Polibij je brezuspešno poskušal obnoviti Ahajsko zvezo. Zaradi simpatij do Makedoncev so morali Ahajci leta 167 pr. n. št. v znak zvestobe in vdanosti poslati v Rim tisoč talcev, med katerimi je bil tudi Polibij. V Rimu se je zelo hitro vključil in dokazal v kulturnih in književnih krogih. Leta 149 pr. n. št. se je kot vzgojitelj in prijatelj Publija Kornelija Scipija mlajšega udeležil vojne s Kartažani in bil leta 146 pr. n. št. priča opustošenja Kartagine.
Ko so Rimljani razbili Ahajsko zvezo in leta 146 pr. n. št. osvojili Korint, je poskušal omiliti usodo svojega ljudstva.
Okrog leta 150 pr. n. št. je začel pisati Zgodovino (Ίστορίαι) rimske države oziroma celotnega Sredozemlja v štiridesetih knjigah, od katerih se je ohranilo samo prvih pet. V Zgodovini so opisani dogodki od leta 264 do 146 pr. n. št. Njegovi drugi spisi, na primer Taktika in Numancijska vojna, so znani samo po naslovu.

## Vir
- Opća enciklopedija JLZ, Zagreb 1980, VI, 492